# Dibamus alfredi
Espèce
Dibamus alfredi est une espèce de sauriens de la famille des Dibamidae. 

## Répartition
Cette espèce se rencontre en Thaïlande, en Malaisie et en Indonésie.

## Étymologie
Cette espèce est nommée en l'honneur d'Eric R. Alfred.

## Publication originale
- Taylor, 1962 : New oriental reptiles. University of Kansas Science Bulletin, vol. 43, n. 7, p. 209-263 (texte intégral).